# Strasbourg
Strasbourg (maɡyar kiejtése: [strazburg], francia kiejtés (IPA): [stʁazˈbuːʁ], németül: Straßburg [ˈʃtʁaːsbʊʶk], elzásziul Strossburi[g] vagy Schdroosburi, rajnai frankul Strossburch, deákul Argentoratum) város Franciaország keleti határán, ahol az Ill folyó a Rajnába torkollik. Grand Est régió (korábban Elzász régió) és Bas-Rhin megye székhelye. Itt található az Európai Parlament, az Európa Tanács és az Emberi Jogok Európai Bírósága. Franciaország kulturális és történelmi városa címet viseli.

## Fekvése
Strasbourg az utak városa, a Vogézek és a Jura közötti átjáró keleti kapujában, a Rajna bal partján fekszik. Vele átellenben, a jobb parton a német Kehl található. A két várost és a két országot az Európa-híd köti össze.
A világörökség részeként védelmet élvező történelmi városmag (Grand Ile) az Ill-folyócska szigetén terül el. Az új, főleg ipari területek egészen a német–francia határig, a Rajnáig nyúlnak.

## Éghajlata
| Hónap                                                                 | Jan. | Feb. | Már. | Ápr. | Máj. | Jún. | Júl. | Aug. | Szep. | Okt. | Nov. | Dec. | Év   |
| --------------------------------------------------------------------- | ---- | ---- | ---- | ---- | ---- | ---- | ---- | ---- | ----- | ---- | ---- | ---- | ---- |
| Átlagos max. hőmérséklet (°C)                                         | 4,5  | 6,4  | 11,4 | 15,7 | 20,2 | 23,4 | 25,7 | 25,4 | 21,0  | 15,3 | 8,8  | 5,2  | 15,3 |
| Átlagos min. hőmérséklet (°C)                                         | −0,8 | −0,6 | 2,5  | 5,2  | 9,8  | 12,8 | 14,5 | 14,1 | 10,6  | 7,1  | 2,8  | 0,3  | 6,6  |
| Átl. csapadékmennyiség (mm)                                           | 32   | 35   | 43   | 46   | 82   | 72   | 73   | 61   | 64    | 62   | 47   | 50   | 665  |
| Havi napsütéses órák száma                                            | 58   | 84   | 135  | 180  | 203  | 224  | 229  | 220  | 165   | 99   | 55   | 43   | 1693 |
| Forrás: Meteo France , Infoclimat.fr (humidity, snowy days 1961–1990) |      |      |      |      |      |      |      |      |       |      |      |      |      |

## Története
A város latin neve: Argentoratum és Germania Superior (Felső-Germánia)
provinciának fontos katonai erődítménye volt. Az ókorban a település kelta falu, neve Argentorate volt. A római időkben a várostól északra húzódott a limes. A 4. századtól püspöki székhely. Az 5. század folyamán az alemannok, a hunok és a frankok is elfoglalták.
496-ban újjáépítették. I. Klodvig frank király ekkoriban vette fel a kereszténységet, amit természetesen alattvalói is követtek. Püspöki székhely lett. A régióban ekkor még nagyon kevés püspökváros volt. A 9. században építették fel a katedrálist. 842-ben Német Lajos és Kopasz Károly itt írták alá a Frank Birodalom felosztásáról szóló egyezményt.
A 13. században már fontos kereskedelmi központ volt. 1349-ben több mint 2000 zsidót küldtek máglyára. 1370 és 1390 között, a százéves háború idejében rablóbandák érkeztek a városba, amelyek sokszor fel is égették. 1439-ben felépítették a strasbourgi székesegyház északi tornyát, amely 1874-ig a világ legmagasabb épülete volt.
A 15. században itt élt Johannes Gutenberg könyvnyomdász, ekkor lett a város nyomdai központ.
A reformáció már 1518-ban ideérkezett. 1524-ben már templomot is építettek az evangélikusok. Az 1530-as években V. Károly császár harcot indított a protestánsok ellen.
1618-ban, a harmincéves háború kezdetén a város a Német-római Birodalom része volt, de 1638-ban már Franciaországé lett. 1789-ben, a francia forradalom kezdetén a város lakossága 60 000 fő körül mozgott. A polgármestert elűzték. 1792-ben, a Claude Joseph Rouget de Lisle órásmester által, a katonáknak itt írt dal Marseillaise néven a francia himnusz lett.
1871-ben Német Birodalom része lett.
1918-ban került vissza Franciaországhoz.
1895-től kezdve a város rohamos fejlődésnek indult. Megépült a vasút.
A második világháború idején ismét Németország része volt, majd a győztesek jogán visszatérítették a Francia Köztársaságba. Azóta neve francia alakja a hivatalos. (Toldalékolása a magyar kiejtése miatt kötőjel nélküli.)

## Közlekedés

### Villamos
A CTS által üzemeltetett strasbourgi villamoshálózat (franciául: Tramway de Strasbourg, németül: Straßenbahn Straßburg, elzásziul: D'Strossabàhn Strossburi(g)) hat villamosvonalból áll (A, B, C, D, E és F), amelyek a franciaországi Elzászban található Strasbourg és a németországi Baden-Württembergben található Kehl városokban közlekednek. Ez egyike azon kevés villamoshálózatnak, amely nemzetközi határt keresztez, a bázeli, |genfi és saarbrückeni villamosokkal együtt. Strasbourg első villamosvonala, amely eredetileg lóvontatású volt, 1878-ban nyílt meg. 1894 után, amikor bevezették az elektromos villamosrendszert, kiterjedt villamoshálózat épült ki, több hosszabb távú vonallal a Rajna mindkét oldalán.

## Látnivalók

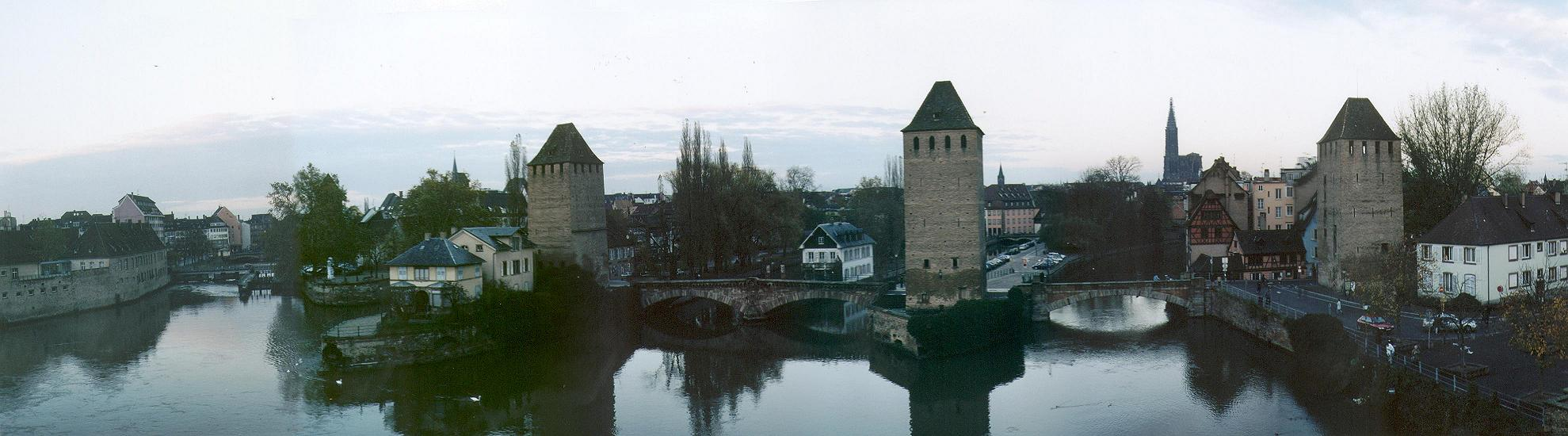
Strasbourgi panoráma

- Strasbourg legfontosabb látványossága az Ill-szigeten elterülő történelmi belváros (Grand Ile), amely 1988-ban került fel a UNESCO Világörökség listájára.

- Nemzeti színház
- Prefektúra
- Nemzeti és egyetemi könyvtár
- Főposta
- Város fürdő
- Egyetemi palota (1884)
- Igazság palota

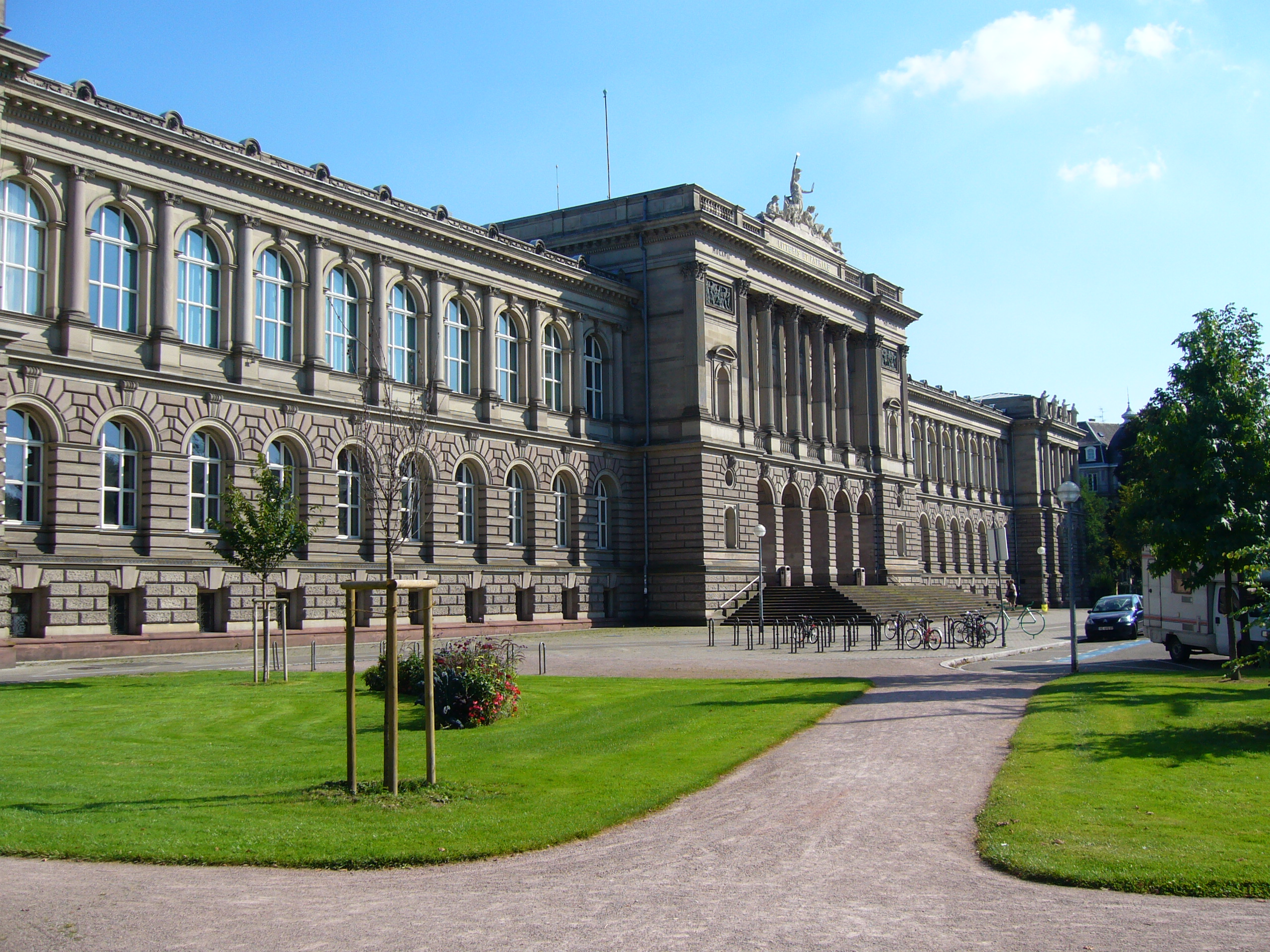
A Strasbourgi Egyetem főépülete, amelyben az Európa Tanács első ülését tartotta

- Gare de Strasbourg – Főpályaudvar (1878)

## Múzeumok
- Elszázi múzeum
- Régészeti múzeum
- Szépművészeti múzeum
- Természeti múzeum
- Történelmi múzeum

## Európai intézmények

Az Európai Parlament épülete

A városban több európai közösségi intézménynek is van székhelye:
- Európai Parlament
- Európai ombudsman
- Európa Tanács
- Emberi Jogok Európai Bírósága
- Eurocorps

## Oktatás
- Strasbourgi Egyetem
- EM Strasbourg Business School
- École nationale d'administration

## Híres emberek

### A városban születtek
- Sebastian Brant (1457–1521), német humanista és író
- Jacob Sturm von Sturmeck (1489–1553), német politikus és református teológus
- Johann Fischart (1546–1591), német író
- Sebastian Stoskopff (1597–1657), német-francia csendéletfestő
- Albrecht Kauw (1616–1681), svájci csendéletfestő, veduta festő
- Heinrich Leopold Wagner (1747–1779), német drámaíró
- Jean-Baptiste Kléber (1753–1800), francia tábornok a forradalmi és a napóleoni háborúk idején
- August Schiebe (1779–1851), német pedagógus és kereskedelemügyi író
- I. Lajos bajor király (1786–1868), a Wittelsbach-házból származó pfalz–zweibrückeni herceg
- Edouard Guillaume Eugène Reuss (1804–1891), német protestáns hittudós, író
- Gustave Doré (1832–1883), francia festő, szobrász, illusztrátor
- Charles Friedel (1832–1899), francia kémikus és mineralógus
- Émile Waldteufel (Charles Émile Lévy) (1837–1915), zeneszerző, karmester
- Paul Émile Appell (1855–1930), francia matematikus
- Charles Münch (1891–1968), francia komolyzenei karmester
- Hans Albrecht Bethe (1906–2005), német–amerikai Nobel-díjas fizikus
- Max Bense (1910–1990), német filozófus és író
- Marcel Marceau (1923–2007), francia pantomimművész
- Claude Rich (1929–2017), francia színész
- Tomi Ungerer (1931–2019), francia-német író, karikaturista
- Herbert Léonard (1945–), francia énekes
- Éliette Abécassis (1969–), francia író és filozóus
- Valérien Ismaël, (1975–), francia labdarúgó
- Petit (szül: Armando Teixeira), (1976–), portugál válogatott labdarúgó, edző
- Paul-Henri Mathieu (1982–), francia hivatásos teniszező
- Matthieu Totta alias M. Pokora (1985–), énekes
- Arsène Wenger (1960–), francia labdarúgó, edző

### A városban éltek
- Martin Bucer reformátor
- Johann Wolfgang von Goethe 1770-ben itt tanult

## Testvérvárosai
- Boston, USA (1960)
- Leicester, Egyesült Királyság (1960)
- Stuttgart, Németország (1962)
- Drezda, Németország (1990)
- Ramat Gan, Izrael (1991)
- Jacmel, Haiti (1996)
- Nyizsnyij Novgorod, Oroszország (1997)
- Fez, Marokkó